# Рудаков, Олимпий Иванович
Оли́мпий Ива́нович Рудако́в (30 марта 1913 — 2 июня 1974) — советский военачальник, контр-адмирал (1953), доцент (1962), кандидат военно-морских наук (1969).

## Биография
Родился 30 марта 1913 года в Казани в семье студента ветеринарного института. Затем его родители (ветеринарный врач Иван Рудаков и дочь священника Любовь Рождественская) переехали в Александровский уезд Владимирской губернии. Окончил девятилетку в городе Александрове. Трудовую деятельность начал в 1930 году грузчиком на московском заводе «Каучук». Вступил в комсомол и по путёвке ЦК ВЛКСМ был направлен на учёбу в Высшее военно-морское училище им. М. В. Фрунзе, которое окончил осенью 1937 года. Был корабельным курсантом, участвовал в составе экипажа линкора Балтийского флота «Марат» в зарубежном походе в Англию и международном военно-морском параде 20 мая 1937 года на Спитхэдском рейде Портсмута по случаю коронации короля Великобритании Георга VI, в котором участвовали около 200 кораблей ряда флотов мира.

Скульптура матроса-сигнальщика на станции метро «Площадь Революции»

Будучи краснофлотцем линкора «Марат», позировал скульптору Матвею Манизеру для одной из скульптур, украшающих станцию метро «Площадь Революции».
Затем проходил военную службу в ВМФ на Северном флоте командиром БЧ-2 на эсминцах «Урицкий» и «Валериан Куйбышев» (1937—1939). Потом был направлен на Высшие специальные курсы офицерского состава слушателем при артиллерийском отделе, которые окончил в октябре 1940 года. Вернувшись на Северный Флот, служил командиром БЧ-2 на эсминцах «Карл Либкнехт» и «Гремящий».

### Начало войны
За первые полгода участия в Великой Отечественной войне на «Гремящем» проявил себя умелым и отважным офицером. В представлении к награждению орденом Красной Звезды (октябрь 1941 г.) указано, что он всегда умело управлял зенитной артиллерией корабля, на счету которой значились 9 сбитых вражеских самолётов. С ноября 1941 года — помощник командира эсминца «Сокрушительный».

### Судимость
В ноябре 1942 года «Сокрушительный» во время сильного шторма в Баренцевом море потерпел аварию — ударами волн оторвало кормовую часть корпуса, которая вскоре затонула. При оказании ему помощи прибывшими на место аварии советскими кораблями с него была снята большая часть экипажа (спасены 191 человек, погибли 35 человек). Однако командир эсминца — капитан 3-го ранга М. А. Курилех, военком — старший политрук Г. И. Калмыков и помощник командира — капитан-лейтенант О. И. Рудаков покинули «Сокрушительный» не последними, чем вызвали возмущение как экипажа, так и руководства флотом. По приговору военного трибунала Северного флота от 13 декабря 1942 года Курилех и командир БЧ-2 Исаенко за проявленные во время гибели корабля нарушение воинской дисциплины, трусость и малодушие были расстреляны; Калмыков был осуждён на 10 лет; командир БЧ-4 Анисимов, командир БЧ-1 Григорьев и командир БЧ-5 Сухарев были направлены в штрафной батальон на фронт. Благодаря вмешательству вице-адмирала А. Г. Головко смертный приговор О. И. Рудакову был заменён лишением воинского звания капитан-лейтенанта, исключением из членов ВКП(б) и 10-летним заключением в исправительно-трудовых лагерях, с отсрочкой его исполнения до окончания военных действий и направлением на фронт. Решением Президиума Верховного Совета СССР в марте 1943 года эта мера наказания была заменена пребыванием его на фронте в штрафных частях на три месяца.

### Дальнейшее участие в Великой Отечественной войне
Принимал участие в боевых действиях обороны полуострова Рыбачий с марта до июля 1943 года как рядовой миномётного взвода 50-й отдельной штрафной роты 19-й армии Карельского фронта. После получения лёгких осколочных ранений решением военного трибунала армии судимость с него была снята. Затем Рудаков — помощник командира миномётного взвода, командир огневого взвода истребительной противотанковой батареи 45-мм орудий 420-го стрелкового полка 122-й дивизии 19-й армии того же фронта. В бою получил второе ранение. В феврале 1944 года как искупивший вину был с восстановлением в офицерском звании возвращён на Северный флот и до сентября того же года был помощником командира эсминца «Громкий».
С октября 1944 года командовал эсминцем «Доблестный» (бывший USS Maddox (DD-168) / HMS Georgetown (I-40) британского флота), принятым в 1944 году от союзников в счёт репараций с Италии и включённых в состав Северного флота. Окончил войну в звании капитана 3-го ранга и кавалером трёх боевых орденов.

Могила Рудакова на Серафимовском кладбище Санкт-Петербурга.

### После войны
С июля 1945 до декабря 1947 года — старший помощник командира линкора «Архангельск» (бывший «Royal Sovereign» британского флота), затем — командиром крейсера «Мурманск» (бывший «Milwaukee» ВМС США). Весной 1949 года Рудаков совершил на нём трансокеанский переход и передал этот корабль командованию американского флота. Перед назначением на крейсер «Свердлов», в мае 1949 — августе 1951 года, был командиром крейсера «Керчь» Черноморского флота (бывший «Emanuele Filiberto duca d’Aosta» итальянского флота).
В июне 1953 года капитан 1-го ранга Олимпий Рудаков снова привёл в Портсмут другой военный корабль — крейсер «Свердлов» — для участия в военно-морском параде по случаю восшествия на престол Елизаветы II. В ознаменование похода советского крейсера «Свердлов» в Англию, в 1954 году был выпущен знак «За поход в Англию», которым были награждены все члены экипажа крейсера.
По словам участника похода в Англию на крейсере «Свердлов», бывшего на корабле штурманом: «После похода начали рождаться легенды. Например, что, наблюдая за постановкой крейсера фертоинг, молодая королева пришла в восторг и наградила командира специально выпущенной медалью. Напомню, что королева прибыла в Портсмут за день до парада и поэтому не могла видеть нашего прихода. Не было и никакой медали. Межгосударственные награждения производятся иным порядком. Не танцевала королева первый вальс с нашим командиром, так как бала с участием королевы для иностранных моряков не было да и быть не могло. Был за 3 дня до прибытия королевы традиционный обед и бал для иностранных и британских офицеров, который давал командующий Портсмутской базой. Там присутствовали все гости.»
Рудаков дважды посещал английский город Портсмут для коронации правителей Великобритании — Георга VI и Елизаветы II. Во время последней церемонии преподнёс новоиспечённой королеве подарок от Советского правительства — горностаевую мантию и был удостоен приглашения на танец с её стороны.
О. И. Рудакову в августе 1953 года было присвоено очередное воинское звание контр-адмирала и он был назначен начальником штаба эскадры кораблей 4-го ВМФ. В этой должности в 1953—1955 годах вновь ходил в Англию на кораблях эскадры. Затем был направлен на учёбу слушателем военно-морского факультета Высшей военной академии им. К. Е. Ворошилова, которую окончил с отличием в 1957 году.
С ноября 1957 по март 1958 находился в распоряжении Главного разведывательного управления Генштаба Министерства обороны, после чего был направлен на научно-педагогическую работу в Военно-морскую академию. Там служил до сентября 1959 года в должности заместителя начальника кафедры организации оперативной и боевой подготовки ВМФ, потом был начальником этой кафедры, затем — до октября 1973 года — кафедры управления силами ВМФ. Получил учёное звание доцента (1962), стал кандидатом военно-морских наук (1969).
В связи с болезнью (рак почки, которую удалили в 1961 году) находился в распоряжении главкома ВМФ. Умер 2 июня 1974 года в Ленинграде, похоронен на Серафимовском кладбище.
Его сын — Юрий Олимпиевич — в звании капитана 2-го ранга был командиром сторожевого корабля «Доблестный» Затем руководил в 5-м НИЦ Отделом противолодочной борьбы Военно-морского флота.

## Награды
- Награждён тремя орденами Красного Знамени (1949, 1953 — дважды), двумя орденами Отечественной войны I степени и II степени (оба 1945) и Красной Звезды (1941, 1949), а также медалями и именным оружием (1963).